# Richard Genée
Richard Genée, oficialment Franz Friedrich Richard Genée, (Gdańsk, 7 de febrer de 1823 - Baden bei Wien, 15 de juny de 1895) fou un compositor alemany.
Estudià música a Berlín, sent després director d'orquestra, successivament a Reval, Riga, Colònia, Düsseldorf, Aquisgrà, Gdańsk, Magúncia, Praga i (des de 1868 fins al 1878) a Viena.
La seva obra mestra és l'òpera còmica en quatre actes Polifemo (Elbing, 1855); també és força coneguda la seva òpera en tres actes, Der Geiger aus Tirol (Gdańsk, 1857); però el seu èxit més important l'aconseguí amb les operetes:
- Der Seekadett,
- Nanon, (1877),
- Nisida, (1880),
- Rosina, (1881),
- Die Dreizehn, (1887),
- Freund Felix, (1893),
- Zwillinge, en col·laboració amb Louis Roth,[1] i d'altres.